# Staatliche Agraruniversität Omsk

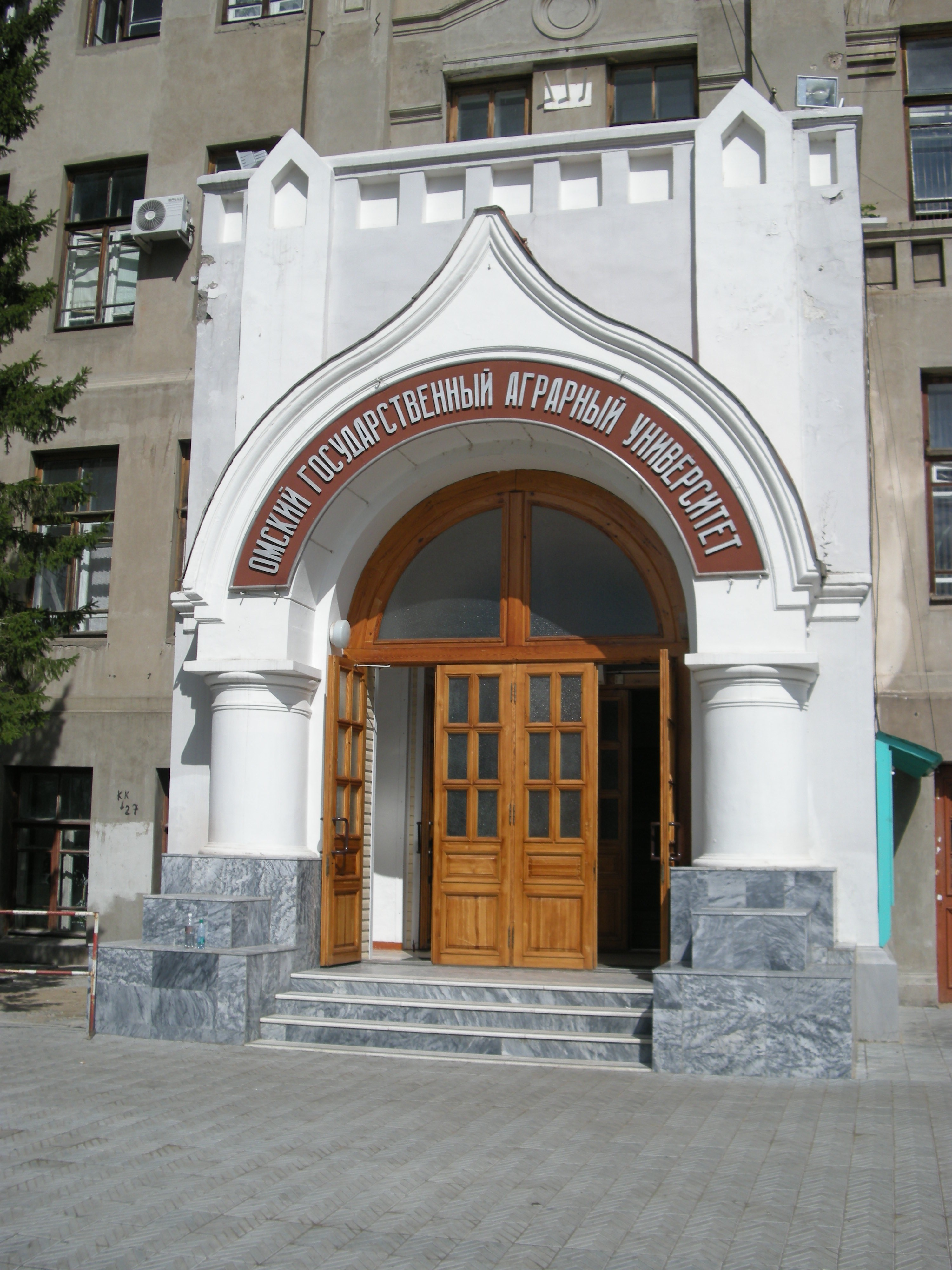
Eingang Hauptgebäude der Agraruniversität

Die Staatliche Agraruniversität Omsk (russisch Омский государственный аграрный университет имени П.А. Столыпина) ist eine öffentliche landwirtschaftliche Hochschuleinrichtung mit Sitz in der Stadt Omsk (Russland). Die Universität verfügt über ein großes Gelände (1133 Hektar) und einen grünen Campus innerhalb der Stadt. Die SAU Omsk besteht aus der Hauptuniversität in Omsk, ihrer Zweigstelle in der Stadt Tara und der Hochschule für Agrarwirtschaft.

## Geschichte
Die Geschichte der Universität geht auf den 24. Februar 1918 zurück, als das Omsker Landwirtschaftsinstitut gegründet wurde. Es war die erste höhere Bildungseinrichtung in Omsk und die erste landwirtschaftliche Einrichtung östlich des Uralgebirges. Zu Beginn des Jahres 1918 waren nur 200 Studenten in der agrarwissenschaftlichen Abteilung eingeschrieben.
Im Jahr 1919 war geplant, das Omsker Landwirtschaftsinstitut mit dem kürzlich gegründeten Polytechnischen Institut Omsk zu vereinigen. In diesem Fall würde sich das landwirtschaftliche Institut in eine Fakultät verwandeln. Seine Unabhängigkeit blieb jedoch erhalten. Im Jahr 1922 wurde es in Sibirische Akademie für Landwirtschaft umbenannt, und 1925 wurde es in Sibirisches Hochschulinstitut für Land- und Forstwirtschaft umbenannt. Im Jahr 1930 wurden auf ihrer Grundlage vier assoziierte Institute gegründet, die drei Jahre später wieder zu einer einzigen Einrichtung zusammengeführt wurden.
Die Omsker SAU änderte mehrmals ihren Namen und ihre Struktur, bis 2011 wurde der heutige Name zu Ehren des Ministerpräsidenten des Russischen Reiches Pjotr Arkadjewitsch Stolypin genehmigt. Während des Deutsch-Sowjetischen Krieges beherbergten die Universitätsgebäude die Werkstätten des Werks 357 "Progress", das aus dem belagerten Leningrad evakuiert worden war. Der Lehrbetrieb wurde in den umgebauten Räumen fortgesetzt. Nach dem Krieg baute die Universität ihre Infrastruktur aktiv aus. Es wurden mehrere Wohnheime und Sportplätze gebaut, die Straßen auf dem Campus wurden asphaltiert, eine Mensa, ein Badehaus, ein Studentenclub usw. errichtet.
Im Jahr 1971 wurde die Universität mit dem Lenin-Orden ausgezeichnet.
1992 wurde das Fortbildungsinstitut als Teil der Omsker SAU gegründet, an dem jedes Jahr mehr als 2000 Manager und Landwirtschaftsfachleute ausgebildet werden.

## Struktur der Universität
Die Hauptuniversität besteht aus 7 Fakultäten:
- Agrotechnologische Fakultät.
- Fakultät für Agrarchemie, Bodenkunde, Ökologie, Umwelttechnik und Nutzung der Wasserressourcen
- Fakultät für Veterinärmedizin.
- Fakultät für Landmanagement.
- Fakultät für Technischen Dienst der agroindustriellen Komplexe.
- Fakultät für Zootechnik, Warenkunde und Standardisierung.
- Fakultät für Wirtschaftswissenschaften.
- Der Zweig in Tara der Uni umfasst ein Fakultät für Hochschulbildung und ein Fakultät für Berufsbildung.

## Forschungsaktivitäten
Die Wissenschaftler der Universität haben 28 wissenschaftliche Denkrichtungen begründet, die von Mitarbeitern und Studenten der Universität weiterentwickelt werden. Die Universität hat bedeutende Erfahrungen in der selektiven Züchtung und Genetik von Feldfrüchten gesammelt. Die Wissenschaftler des Genetik- und Züchtungszentrums haben ertragreiche Weizensorten entwickelt, die gegen ungünstige Bedingungen resistent sind. Außerdem wurden Sorten von violettem und blauem Weizen entwickelt. Zu den weiteren Forschungsschwerpunkten der Universität gehören Studien im Bereich der Tierzucht, die Entwicklung umweltfreundlicher Technologien für die Getreideproduktion, die Verbesserung der Mittel zur Vorbeugung und Behandlung von Haustierkrankheiten usw. Im Jahr 2020 erhielt die Universität einen staatlichen Großzuschuss für die Einrichtung eines Labors zur Steigerung des Nährwerts von Weizen. Dieses Projekt wird von einem eingeladenen ausländischen Wissenschaftler geleitet.

## Universitätscampus und Infrastruktur
Der Hauptcampus besteht aus eng beieinanderliegenden akademischen und Verwaltungsgebäuden sowie Wohnheimen. Obwohl der Campus nicht weit vom Stadtzentrum und der Hauptverkehrsader der Stadt entfernt liegt, ist er von einem großen Park und Feldern umgeben, auf denen die Studenten praktische Übungen durchführen können. Vor dem Hauptgebäude befindet sich der im Jahr 1937 errichtete Springbrunnen "Krokodil und Frösche". Der Brunnen ist eines der Symbole der Universität.
Der Hauptcampus umfasst:
- 10 Wohnheime, darunter eines für Universitätsmitarbeiter, ausländische Gäste und Postgraduierte;
- 6 akademische Gebäude;
- ein Unternehmenszentrum für Studenten;
- Labore;
- ein Arboretum;
- Verwaltungs- und Bürogebäude;
- Wissenschaftliche Landwirtschaftliche Bibliothek;
- 2 Lebensmittelläden
- eine staatliche Klinik;
- eine Waschküche;
- einen Kindergarten.

Der zweite Campus mit dem akademischen Gebäude des Instituts für Veterinärmedizin und Biotechnologie und seinen beiden Wohnheimen befindet sich im Stadtzentrum.
Ein Pendelverkehr wird von der Universität nicht angeboten. Dies kann jedoch nicht als ernsthafter Nachteil angesehen werden, da der Campus relativ klein ist und die öffentlichen Verkehrsmittel gut erreichbar sind.
Die SAU Omsk ist mit vier anderen Omsker Universitäten benachbart, so dass die Studenten problemlos zu Fuß oder mit dem Bus zwischen den Standorten pendeln können. Die Infrastruktur in dem Gebiet, in dem sich der Campus befindet, umfasst zwei Kinos, Cafés, ein Einkaufszentrum und mehrere Lebensmittelläden sowie verschiedene Banken.

## Internationale Leistung
Bis zu 15 % der 9000 Studenten der Omsk SAU sind ausländische Staatsbürger, die vor allem aus Kasachstan und anderen GUS-Ländern kommen. Die Universität kann technisch gesehen auch nicht russischsprachige Studenten aufnehmen, bietet aber keine Studienprogramme in anderen Sprachen außer auf Russisch an.
Seit der Gründung der Abteilung für internationale Beziehungen im Jahr 1995 hat die Staatliche Agraruniversität Omsk an zahlreichen internationalen Wissenschafts- und Bildungsprojekten teilgenommen. Das Partnerschaftsnetzwerk der Omsker Agraruniversität umfasst mehr als 100 Institutionen und Organisationen im Ausland. Dazu gehören die Unternehmen Grimme und Cargill, die Ausbildungszentren 88DEULA-Nienburg 99 und Logo e.V., das Hartpury College und die Universität Hohenheim.

## Ruf und Platzierungen der SAU Omsk
Das russische Landwirtschaftsministerium betrachtet die Universität als eine der führenden Agraruniversitäten und setzt sie auf Platz 7 von 54 teilnehmenden Hochschulinstitutionen. Diese Universitäten sind führend in der Umsetzung von Bildungsprogrammen und in der Forschung, die zur technologischen Erneuerung der Landwirtschaft beitragen.
Im internationalen ARES-2020-Ranking belegt die Universität den 125. Platz (Kategorie BB+), was eine gute Qualität der Lehre, der Forschung und des Ansehens bei Arbeitgebern belegt.
Nach dem Green Metric-Ranking belegt die Staatliche Agraruniversität Omsk den 5. Platz unter den landwirtschaftlichen Universitäten in Russland, den 31. Platz unter 51 Teilnehmern in Russland und den 641. Platz unter 912 Teilnehmern weltweit.

## Studentenleben
Es gibt ein ehrenamtliches Zentrum "Globus", eine ökologisch aktive Organisation "Die Erde – unser gemeinsames Haus" und eine Reihe von Tanz-, Theater- und Musikgruppen. Typische Veranstaltungen, an denen Studenten teilnehmen können, sind Besuche in Veteranenheimen, Wohltätigkeits- und patriotische Veranstaltungen, Hilfe für Behinderte, Besuche in örtlichen Schulen, um den Schülern die Universität vorzustellen, und Sportwettbewerbe. Die SAU Omsk ermutigt Studenten, sich aktiv an solchen Veranstaltungen zu beteiligen, indem sie höhere Stipendien für aktive Studenten anbietet.

## Lehrpläne
Das akademische Jahr an der Staatlichen Agraruniversität Omsk beginnt am 1. September und endet Anfang Juli. Es ist in zwei Semester unterteilt, wobei die Winterprüfungen Mitte Januar beginnen und die Sommerprüfungen im Juni-Juli stattfinden. Vor den Prüfungen müssen die Studenten so genannte "zachety" (russisch: зачёты) ablegen, bei denen es sich in der Regel um kleine Prüfungen ohne Noten handelt.
Von den Studierenden wird erwartet, dass sie Praktika absolvieren, um die an der Universität erworbenen theoretischen Kenntnisse in der Praxis anzuwenden. Diese Praktika werden in der Regel am Ende des Sommers oder im Herbst organisiert, sie finden in Partnerunternehmen der SAU Omsk statt.
Es gibt auch bestimmte detaillierte Regeln und Anforderungen, die in jedem der Studienprogramme gelten. Sie können bei den Vertretern der Dekanate erfragt oder auf der Website gefunden werden.

## Studiengebühren und Stipendien
Die SAU Omsk kann Ausländer kostenlos zum Studium zulassen, wenn sie die von der russischen Regierung festgelegten Voraussetzungen erfüllen. In diesem Fall erhält der Student ein monatliches Stipendium in Höhe von 3000 Rubel pro Monat (35 €).
Entscheidet sich ein ausländischer Staatsbürger für ein Studium auf kommerzieller Basis, muss er eine jährliche Studiengebühr von etwa 137 000 Rubel (Bachelor-Studium), 145 000 Rubel (Master-Studium) oder 155 000 Rubel (Aufbaustudium) zahlen.

## Personen
- Schänibek Käribschanow (* 1948), Absolvent
- Ghabit Müssirepow (* 1902, † 1985), Absolvent
- Qairat Nükenow (* 1970), Absolvent